# Leginy (powiat kętrzyński)

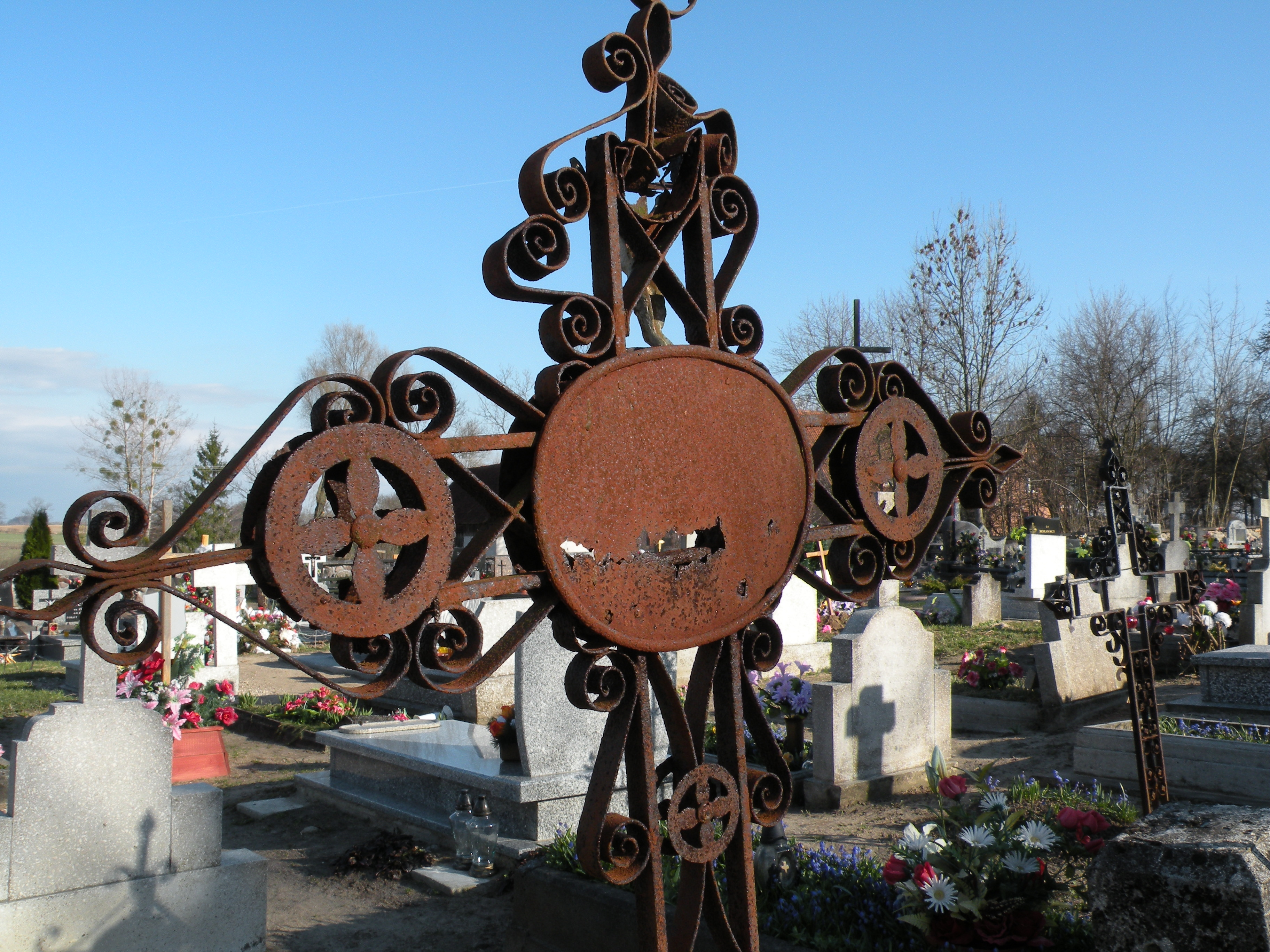
Cmentarz przykościelny w Leginach

Leginy (niem. Legienen) – wieś w Polsce położona w województwie warmińsko-mazurskim, w powiecie kętrzyńskim, w gminie Reszel.
W latach 1975–1998 miejscowość należała administracyjnie do województwa olsztyńskiego.
W przeszłości Leginy znajdowały się na terenie powiatu reszelskiego, później powiatu biskupieckiego.

## Historia
Wieś istniała już w pierwszej połowie XIV w., a lokację jej odnowił 16 czerwca 1359 biskup warmiński Jan Stryprock. Majątek chełmiński w Leginach, na początku XV w. był własnością rodziny von Oelsenów. Właścicielem majątku w Leginach przez pewien okres był też Stefan Sadorski. Od sierpnia 1854 właścicielem Legin był August Caspar (konwertyta pochodzenia żydowskiego). Erich Kaspar syn Augusta sprzedał majątek lokalnej spółce pod koniec 1930. Majątek w Leginach został rozparcelowany w pierwszej połowie XX w., kiedy to w wyniku kryzysu gospodarczego bankrutowali także właściciele ziemscy. Po parcelacji majątku powstałe gospodarstwa chłopskie posiadały ujednolicone architektonicznie budynki. W jednej bryle budynku mieściły się: dom mieszkalny, budynek gospodarczy i stodoła. Tego typu budynki można spotkać także na Mazurach, np. w Owczarni.
Leginy są siedzibą parafii do której należą m.in. Łężany, gdzie urodził się Fabian Luzjański. Ze sprawozdania z wizytacji parafii w 1848 wiadomo, że mieszkali tu Polacy należący do utrakwistów.
Pierwsza wzmianka o szkole w Leginach pochodzi z 1622, kiedy to podano, że wynagrodzenie nauczyciela wynosi 18 grzywien. W latach 1932–1933 funkcjonowała tu szkoła rolnicza. Budynek po szkole (dawny pałac) przejęły władze hitlerowskie. Pałac w Leginach został spalony w 1945 przez Armię Czerwoną. Po II wojnie światowej szkoła podstawowa w Leginach uruchomiona została 1 grudnia 1945 roku.

## Kościół w Leginach
Pierwsza wzmianka o kościele w Leginach pochodzi z 1404, który był siedzibą parafii należącej do archiprezbiteratu w Reszlu. Kościół w obecnej formie architektonicznej wybudowany został w 1824. Świątynię konsekrował w dniu 4 września 1825 biskup warmiński Józef von Hohenzollern. Kościół budował mistrz murarski Zadroziński z Reszla. Murowany kościół w Leginach jest świątynią salową z kruchtą od północy i zakrystią od wschodu. Wieża dobudowana została w 1910, a remont kościoła przeprowadzano w 1975. Ołtarz główny barokowy wykonany został w 1745 z obrazem św. Marii Magdaleny i rzeźbami Chrystusa oraz Jana Chrzciciela. Prawy ołtarz boczny z początku XVII w., a lewy ołtarz boczny, maryjny wykonano ok. 1700 z obrazem Wniebowzięcia NMP z XIX w. Ambona wykonana została w 1825 przez Biereichla młodszego. W wyposażeniu świątyni znalazła się puszka z napisem „DOM comites Załuscy in emigratione anno 1833 offerunt”. Jest to pamiątka po internowanych na terenie Prus uczestnikach powstania listopadowego. Znajdują się też tu płyty nagrobne: Oelsnitza z 1665 i Andrzeja oraz Józefa de Helden Gąsiorowskich z 1772.

## Inne
W Leginach był kiedyś młyn parowy i krochmalnia. Leginy w 1783 miały 35 dymów, a w 1820 było tu 272 mieszkańców. Liczba mieszkańców wsi w 1848 wynosiła 175 osób. W Leginach w 1939 (łącznie z przysiółkami) było 558 mieszkańców. W Leginach w 2005 żyło 205 osób. Leginy są wsią sołecką. Jest tu szkoła podstawowa. Obecnie brak jest sklepu, nie licząc objazdowego trzy razy w tygodniu (samochód z towarami które można zakupić) Ze względu na bliskie położenie jezior powstają tu gospodarstwa agroturystyczne.